# Scraps at Midnight
Scraps at Midnight è il terzo album solista di Mark Lanegan, pubblicato nel 1998 dalla Sub Pop.

## Tracce
1. Hospital Roll Call - 2:58 - (Mark Lanegan)
2. Hotel - 3:10 - (Mark Lanegan)
3. Stay - 3:29 - (Mark Lanegan, Mike Johnson)
4. Bell Black Ocean - 2:43 - (Mark Lanegan, Mike Johnson, Keni Richards)
5. Last One in the World - 4:24 - (Mark Lanegan, Mike Johnson)
6. Wheels - 4:35 - (Mark Lanegan)
7. Waiting on a Train - 4:32 - (Mark Lanegan, Mike Johnson)
8. Day and Night - 3:16 - (Mark Lanegan)
9. Praying Ground - 3:07 - (Mark Lanegan, Mike Johnson, Keni Richards)
10. Because of This - 8:19 - (Mark Lanegan, Mike Johnson, Keni Richards, Paul Solger Dana)

## Musicisti

### Artista
- Mark Lanegan - voce (tracce 1-10);

### Altri musicisti
- Mike Johnson - chitarra
- Paul Solger Dana -
- Keni Richards -
- Dave Catching - chitarra, organo
- Fred Drake -

### Ospiti
- J Mascis - pianoforte (traccia 6)
- Tad Doyle - batteria (traccia 6)
- Phil Sparks - contrabbasso (tracce 6,8)
- Mike Stinette - sassofono (traccia 6)
- Liz Burns - voce (traccia 7)
- Terry Yohn - armonica (traccia 8)